# Belladonna (aktorka)
Belladonna, właśc. Michelle Anne Sinclair (ur. 21 maja 1981 w Biloxi) – amerykańska aktorka i reżyserka filmów pornograficznych.

## Życiorys

### Wczesne lata
Urodziła się w szpitalu wojskowym Keesler Air Force Base w Biloxi w stanie Missisipi w konserwatywnej rodzinie mormońskiej jako druga z ośmiorga dzieci Dianny Paden i Scotta Sinclaira. Jej rodzice mieli pochodzenie rosyjskie, szkockie, niemieckie i czirokeskie. Miała siedmioro rodzeństwa: trzech braci (w tym Jasona), trzy siostry (w tym starszą Alicię) i przyrodnią siostrę – córkę swojej matki. Dorastała w Salt Lake City. Jej ojciec, emerytowany oficer United States Air Force, był mormońskim biskupem. Jej matka cierpiała na depresję maniakalną, schizofrenię i jako dziecko była wykorzystywana seksualnie. Jej rodzice rozwiedli się i oboje założyli nowe związki.
W wieku 11 lat próbowała popełnić samobójstwo. Mając 12 lat po raz pierwszy się całowała, ukradła ojcu samochód, co doprowadziło do jej zatrzymania przez policję. Jako 13–latka zrobiła sobie pierwszy tatuaż. Gdy miała 14 lat w jej domu mieszkał punk rocker. Kiedy miała 15 lat wyrzucono ją ze szkoły średniej i wyprowadziła się z domu rodziców. W wieku 16 lat po raz pierwszy doświadczyła seksu analnego. Przebywała przez krótki okres swojego życia w stanie Utah. Pracowała w 7-Eleven, Victoria’s Secret, Sears i Subway.

### Kariera
Dorabiała jako tancerka erotyczna w klubie w Utah. Jej pseudonim „Belladonna” wymyślił jej agent, co w języku włoskim oznacza „piękna kobieta”. Jej decyzja przyłączenia się do przemysłu porno szła w parze z motywacją finansową. Jej pierwszym filmem była produkcja Williama Witrocka Real Sex Magazine #31 (2000). Po przeprowadzce do Los Angeles wystąpiła w ponad 250 produkcjach pornograficznych. Z czasem została właścicielką i operatorem Belladonna Entertainment i Deadly Nightshade Productions, których dystrybutorem stało się studio Evil Angel.
Od końca 2003 prawie wyłącznie występowała w lesbijskich scenach; zaczęła także reżyserować i produkować własne filmy o tej tematyce, w których prawie zawsze dominowała. W kilku swoich filmach dowiodła zdolności doprowadzenia pozostałych aktorek do kobiecego wytrysku i orgazmów (wiele z nich twierdziło, że to ich pierwszy) oraz często wykonywała na nich intensywne penetracje analne dwoma lub więcej palcami albo niezwykle dużymi wibratorami. Występującym z nią aktorkom często płynęły łzy po policzkach podczas bardziej ekstremalnych występów, aczkolwiek później twierdziły, że czerpały z nich większą przyjemność niż z czegokolwiek dotychczas, z jakąkolwiek aktorką lub aktorem. Zazwyczaj jej partnerkami z planu były drobne i nieśmiałe kobiety, które występowały raczej w poniżającej roli, jednak okazjonalnie z innymi kobietami, które były tak samo dominujące jak Belladonna.
Od 2004 przerosła popularnością wiele dobrze znanych aktorek pornograficznych, które występowały w standardowych produkcjach. Często brała udział w filmach gonzo o tematyce seksu analnego, międzyrasowego i lesbijskiego. Wykonywała podwójną analną penetrację (rzadkość w przemyśle pornograficznym). Występowała także z transseksualistami, uprawiając seks oralny, analny i standardowy bez zabezpieczeń. Kontynuowała występy, gdy jej ciąża była dobrze widoczna. Zyskała reputację aktorki, która weźmie udział w każdym seksualnym scenariuszu.
Kilkukrotnie wystąpiła w reality show Showtime Family Business (Przedsiębiorstwo rodzinne), gdzie tematem było życie reżysera filmów erotycznych Adama Glassera, lepiej znanego jako Seymore Butts. Brała udział w sesji zdjęciowej Terry’ego Richardsona.
Wystąpiła w filmie Digital Playground Pirates II: Stagnetti’s Revenge (2008), sequelu najlepiej sprzedającym się DVD Pirates (2005), a także pojawiła się w teledysku zespołu Asking Alexandria „Reckless & Relentless” (2010). Zagrała rolę Ginger w filmie Stripped (The Ladies of the House, 2014), a także wcieliła się w postać Clancy Charlock w ekranizacji powieści Thomasa Pynchona Wada ukryta (Inherent Vice, 2014) w reżyserii Paula Thomasa Andersona u boku Joaquina Phoenixa, Josha Brolina, Erica Robertsa, Reese Witherspoon, Benicio del Toro, Martina Shorta i Owena Wilsona.

### Zainteresowanie mediów poPrimetime
Jej kariera w branży pornograficznej była przez dwa lata śledzona przez zespół z ABC Televison, co zakończyło się w styczniu 2003 roku wywiadem z Diane Sawyer jako część programu American Broadcasting Company Primetime o pornografii. Podczas wywiadu wpadła w płacz, a po emisji wyznała, iż czuła się źle traktowana przez Diane Sawyer i pracowników ABC, którzy ukazali ją jako ofiarę.
Jednym z dyskutowanych tematów podczas wywiadu było jej zakażenie chlamydiami.
Od tego czasu wywiad był wykorzystywany przez kilka ruchów antypornograficznych do wspierania ich sprawy, jednak pomimo to Belladonna została aktywną działaczką w swojej branży. W późniejszych wywiadach Bella stwierdziła, że nigdy nie zamierzała robić żadnych antypornograficznych oświadczeń. Powiedziała też, że Primetime wyjął wiele jej wypowiedzi z kontekstu, aby nadać im negatywny wydźwięk. W jednym z wywiadów, zapytana czy jest szczęśliwa jak wyszedł wywiad, odpowiedziała:

„Nie jestem zadowolona z „Primeline”, ale chciałabym zobaczyć całą historię na wizji pewnego dnia, żeby każdy mógł zobaczyć, ile miałam do powiedzenia pozytywnych rzeczy na temat przemysłu porno. Jeśli znacie mnie dobrze, to wiecie, że kocham kręcić te filmy”.

## Życie prywatne
Otwarcie deklaruje się jako biseksualistka. W  latach 2001–2004 była zaręczona z kolegą z branży porno Nacho Vidalem, z którym występowała także na ekranie.
11 kwietnia 2004 w Las Vegas wyszła za mąż za Aidena Kelly’ego, z którym ma córkę Mylę (ur. 11 stycznia 2005).

## Nagrody
| Rok  | Nagroda           | Kategoria                                        | Film                                      | Pozostali wykonawcy |
| ---- | ----------------- | ------------------------------------------------ | ----------------------------------------- | --- |
| 2002 | XRCO Award        | Wykonawczyni roku                                | –                                         | – |
| 2002 | XRCO Award        | Orgasmic Analist                                 | –                                         | – |
| 2002 | XRCO Award        | Najlepsza samotna wykonawczyni                   | The Fashionistas (2002)                   | – |
| 2002 | XRCO Award        | Najlepsza scena dziewczyna z dziewczyną          | The Fashionistas (2002)                   | Taylor St. Claire |
| 2003 | AVN Award         | Najlepsza scena seksu samych dziewczyn           | The Fashionistas (2002)                   | Taylor St. Claire |
| 2003 | AVN Award         | Najlepsza scena seksu oralnego                   | The Fashionistas (2002)                   | Rocco Siffredi |
| 2003 | AVN Award         | Najlepsza złośnica                               | The Fashionistas (2002)                   | – |
| 2003 | AVN Award         | Najlepsza aktorka drugoplanowa w filmie          | The Fashionistas (2002)                   | – |
| 2003 | Ninfa             | Najlepsza aktorka                                | The Fashionistas (2002)                   | – |
| 2003 | XRCO Award        | Wykonawczyni roku                                | –                                         | – |
| 2003 | XRCO Award        | Orgasmic Oralist                                 | –                                         | – |
| 2003 | XRCO Award        | Orgasmic Analist                                 | –                                         | – |
| 2003 | XRCO Award        | Najlepsza scena seksu w parze                    | Back 2 Evil (2003)                        | Nacho Vidal |
| 2003 | Night Moves Award | Najlepsza aktorka                                | –                                         | – |
| 2004 | AVN Award         | Najlepsza scena w parze w filmie wideo           | Back 2 Evil (2003)                        | Nacho Vidal |
| 2007 | AVN Award         | Najlepsza scena seksu grupowego – wideo          | Fashionistas Safado: The Challenge (2006) | Melissa Lauren, Jenna Haze, Gianna Michaels, Sandra Romain, Adrianna Nicole, Flower Tucci, Sasha Grey, Nicole Sheridan, Marie Luv, Caroline Pierce, Lia Baren, Jewell Marceau, Jean Val Jean, Christian XXX, Voodoo, Chris Charming, Erik Everhard, Mr. Pete i Rocco Siffredi |
| 2007 | Ninfa             | Najoryginalniejsza scena seksu                   | Fashionistas Safado: The Challenge (2006) | Melissa Lauren, Jenna Haze, Gianna Michaels, Sandra Romain, Adrianna Nicole, Flower Tucci, Sasha Grey, Nicole Sheridan, Marie Luv, Caroline Pierce, Lia Baren, Jewell Marceau, Jean Val Jean, Christian XXX, Voodoo, Chris Charming, Erik Everhard, Mr. Pete i Rocco Siffredi |
| 2007 | Ninfa             | Nagroda specjalna Jury                           | –                                         | – |
| 2007 | F.A.M.E. Award    | Najbrudniejsza dziewczyna w porno                | –                                         | – |
| 2008 | AVN Award         | Najlepsza reżyserka                              | Belladonna: Manhandled 2 (2007)           | – |
| 2008 | NightMoves Award  | Aleja sław Hall of Fame NightMoves Award         | –                                         | – |
| 2008 | NightMoves Award  | Nagroda Triple Play (taniec/występ/reżyseria)    | –                                         | – |
| 2009 | XBIZ Award        | Najlepsza reżyserka roku (Ciało pracy)           | –                                         | – |
| 2009 | AVN Award         | Najlepsza scena seksu triolizmu samych dziewczyn | Belladonna’s Girl Train (2008)            | Aiden Starr i Kimberly Kane |
| 2009 | AVN Award         | Najlepsza aktorka drugoplanowa                   | Pirates II: Stagnetti’s Revenge (2008)    | – |
| 2009 | AVN Award         | Najlepsza scena seksu w parze samych dziewczyn   | Pirates II: Stagnetti’s Revenge (2008)    | Jesse Jane |
| 2009 | XRCO Award        | Orgasmic Oralist                                 | –                                         | – |
| 2009 | XRCO Award        | Orgasmic Analist                                 | –                                         | – |
| 2011 | AVN Award         | Sala sławy Hall of Fame AVN                      | –                                         | – |
| 2012 | NightMoves Award  | Najlepszy reżyser wg fanów                       | –                                         | – |
| 2012 | AVN Award         | Najlepsza scena seksu samych dziewczyn           | Belladonna: The Sexual Explorer (2011)    | Dana DeArmond |
| 2013 | XRCO Award        | Sala sławy Hall of Fame XRCO                     | –                                         | – |
| 2022 | AVN Award         | Najlepszy film niszowy lub seria limitowana      | Choked & Soaked 5 (2021)                  | – |